# عبدالعزیز هیکل
عبدالعزیز هیکل (عربی: عبد العزيز هيكل؛ زادهٔ ۱۰ سپتامبر ۱۹۹۰) بازیکن فوتبال اهل امارات متحده عربی است.